# Đoàn Phi
Đoàn Phi (tên thật Trương Đoàn Tuệ Nhã, sinh 1981) là một nam ca sĩ người Mỹ gốc Việt. Anh là cựu thành viên nhóm nhạc MTV.

## Tiểu sử
Đoàn Phi tên thật là Trương Đoàn Tuệ Nhã, sinh năm 1981 trong một gia đình cha mẹ là doanh nhân ở Sài Gòn.
Đoàn Phi từng học trường phổ thông dân lập Đào tạo học sinh giỏi, là thành viên của nhóm nhạc MTV ở Việt Nam.
Năm 2006, Đoàn Phi sang Mỹ định cư, tham gia cuộc thi tìm kiếm tài năng của Trung tâm Asia và đoạt giải nhì. Từ đó đến năm 2016, anh là một trong những ca sĩ trẻ chủ lực của trung tâm và đã góp mặt trong gần 20 kì đại nhạc hội cũng như lưu diễn ở Anh, Úc, Canada.
Thể loại nhạc sở trường của anh là nhạc trẻ, nhạc ngoại quốc, và nhạc trước 1975. Khán giả từng so sánh anh là một Nguyễn Hưng của Trung tâm Thúy Nga. Tuy nhiên, Đoàn Phi cho biết anh chỉ tự học nhảy nhờ vào video của thần tượng là Michael Jackson.

## Ca khúc tiêu biểu
- Dòng thời gian (ca khúc chính trong phim Mùi ngò gai)
- Sầu đông (Khánh Băng)
- Tình ca người đi biển (Trường Hải) ft. Ánh Minh
- Lính dù lên điểm (Vũ Chương) ft. Ánh Minh
- Chiều một mình qua phố (Trịnh Công Sơn)
- Thiên thần tội lỗi (Sỹ Đan)
- Chúc xuân (AVT)
- Kim (Y Vũ) ft. Thùy Hương
- Yêu (Trần Thiện Thanh) ft. Thùy Hương
- Tình yêu và trái đắng (Sỹ Đan)

## Album
1. DihavinaCD Ông Bụt (2006)
2. AsiaCD287 Thiên Thần Tội Lỗi (2010)
3. AsiaDVDS21 The Best of Đoàn Phi (2011)
4. AsiaCD331 Tình Yêu Và Trái Đắng (2013)

## Các tiết mục trình diễn trên sân khấu hải ngoại

### Trung tâm Asia
| STT | Tiết mục | Thể hiện với                                                                                           | Chương trình | Năm  |
| --- | --- | --- | ------------ | ---- |
| 1   | Đỉnh Gió Hú (Trúc Hồ) | Lê Nguyên                                                                                              | ASIA 54      | 2007 |
| 2   | Sầu Đông (Khánh Băng) | Solo                                                                                                   | ASIA 55      | 2007 |
| 3   | Yêu Đời Yêu Người (Lê Hựu Hà) | Dạ Nhật Yến                                                                                            | ASIA 56      | 2007 |
| 4   | Say Tình | Solo                                                                                                   | ASIA 57      | 2007 |
| 5   | Tình ca người đi biển (Trường Hải) | Ánh Minh                                                                                               | ASIA 58      | 2008 |
| 6   | LK Cơn mưa phùn (Đức Huy), Tiếng Mưa Đêm (Đức Huy), Mùa Thu Trong Mưa (Trường Sa)                                                                                              | Thiên Kim, Lâm Thúy Vân, Lâm Nhật Tiến, Quốc Khanh, Như Quỳnh, Nguyễn Hồng Nhung, Philip Huy, Ánh Minh | ASIA 59      | 2008 |
| 7   | LK Lambada, Điện Thoại Tới Anh, Lời Yêu Thương | Ánh Minh                                                                                               | ASIA 59      | 2008 |
| 8   | Đầu Xuân Lính Chúc (Tấn An, Hoài Linh) | Thanh Trúc, Philip Huy, Spencer, Quốc Khanh                                                            | ASIA 60      | 2008 |
| 9   | Chúc Xuân | Solo                                                                                                   | ASIA 60      | 2008 |
| 10  | Yêu (Trần Thiện Thanh) | Thùy Hương                                                                                             | ASIA 61      | 2009 |
| 11  | Tình Là Sợi Tơ (Anh Bằng) | Trish Thùy Trang                                                                                       | ASIA 62      | 2009 |
| 12  | Điều Gì Đó (Trúc Hồ) | Solo                                                                                                   | ASIA 63      | 2009 |
| 13  | Mambo Italiano | Solo                                                                                                   | ASIA 64      | 2009 |
| 14  | Kim (Y Vũ) | Thùy Hương                                                                                             | ASIA 65      | 2010 |
| 15  | LK Phượng Hoàng: Yêu em (Lê Hựu Hà) + Yêu đời yêu người (Lê Hựu Hà) + Tôi muốn (Lê Hựu Hà) + Kho tàng của chúng ta (Nguyễn Trung Cang) + Huyền thoại người con gái (Lê Hựu Hà) | Nguyên Khang, Quốc Khanh, Mai Thanh Sơn                                                                | ASIA 65      | 2010 |
| 16  | Lính Dù Lên Điểm | Ánh Minh                                                                                               | ASIA 66      | 2010 |
| 17  | LK Bước Tình Hồng (Nguyễn Trung Cang), Qua Cầu Gió Bay (dân ca) | Ánh Minh                                                                                               | ASIA 67      | 2011 |
| 18  | Hài kịch: Tâm Xuân (Hồng Đào) | Quang Minh, Hồng Đào, Hà Thanh Xuân                                                                    | ASIA 67      | 2011 |
| 19  | Chiều Một Mình Qua Phố (Trịnh Công Sơn) | Solo                                                                                                   | ASIA 68      | 2011 |
| 20  | Rồi Mai Tôi Đưa Em (Trường Sa) | Solo                                                                                                   | ASIA 69      | 2012 |
| 21  | Trống Cơm (dân ca) | Lindsey Đỗ Tiên Dung                                                                                   | ASIA 70      | 2012 |
| 22  | Nhớ Mẹ (Lê Minh Đào & Đỗ Trọng Huề) | Cardin Nguyễn, Quốc Khanh, Đan Nguyên, Mai Thanh Sơn, Nguyên Khang                                     | ASIA 70      | 2012 |
| 23  | LK Câu Kinh Tình Yêu, Tình Yêu & Trái Đắng (Sỹ Đan) | Cardin Nguyễn                                                                                          | ASIA 71      | 2012 |
| 24  | Hài kịch: 32 Năm Ngày Gặp Lại | Quang Minh, Hồng Đào                                                                                   | ASIA 71      | 2012 |
| 25  | LK Anh Đâu Em Đó, Tình Yêu Thủy Thủ (Y Vân) | Solo                                                                                                   | ASIA 72      | 2013 |
| 26  | Yêu Nhau Trên Biển (Trúc Hồ) | Solo                                                                                                   | ASIA 73      | 2013 |
| 27  | Tình Thắm Duyên Quê (Trúc Phương) | Cát Lynh                                                                                               | ASIA 74      | 2014 |
| 28  | Tình Đẹp Như Mơ (Lam Phương) | Ngọc Anh Vi                                                                                            | ASIA 75      | 2014 |
| 29  | LK Phượng Hoàng: Phiên Khúc Mùa Đông (Lê Hựu Hà) & Mặt Trời Đen (Nguyễn Trung Cang)                                                                                            | Diễm Liên, Nguyên Khang, Y Phương, Quốc Khanh, Mai Thanh Sơn                                           | ASIA 76      | 2015 |
| 30  | Con Tim Mù Lòa (Sỹ Đan) | Solo                                                                                                   | ASIA 76      | 2015 |
| 31  | Không (Nguyễn Ánh 9) | Sỹ Đan                                                                                                 | ASIA 78      | 2016 |
| 32  | Hãy Gấp Trang Báo Hãy Tắt TV (Tuấn Khanh) | Quốc Khanh, Nguyên Khang, Mai Thanh Sơn                                                                | ASIA 78      | 2016 |

#### Chương trình thu hình khác
| STT | Ca khúc                                                                        | Thể hiện với                                                       | Chương trình                       | Năm  |
| --- | ------------------------------------------------------------------------------ | ------------------------------------------------------------------ | ---------------------------------- | ---- |
| 1   | Thưa Thầy                                                                      | solo                                                               | Asia Giải Sáng Tác                 | 2008 |
| 2   | Trọn Đời Yêu Em                                                                | solo                                                               | Asia Viet Model                    | 2008 |
| 3   | Rêu Phong                                                                      | Quốc Khanh                                                         | Asia Viet Model                    | 2008 |
| 4   | LK Giáng Sinh                                                                  | Ánh Minh, Quốc Khanh                                               | Asia Đêm Giáng Sinh                | 2009 |
| 5   | Feliz Navidad                                                                  | Solo                                                               | Asia Đêm Giáng Sinh                | 2009 |
| 6   | LK Đón Xuân: Xuân yêu thương (Nhạc ngoại) + Điệp khúc mùa xuân (Quốc Dũng)     | Thiên Kim, Quốc Khanh, Ánh Minh                                    | ASIA Đón Giao Thừa                 | 2010 |
| 7   | Thiên Duyên Thiền Định (Lê Kim Khánh)                                          | Thùy Hương                                                         | ASIA Đón Giao Thừa                 | 2010 |
| 8   | Jingle Bell Rock                                                               | Solo                                                               | ASIA Noel, Noel, Noel - Giáng Sinh | 2010 |
| 9   | LK Trần Thiện Thanh: Mùa Đông Của Anh + Trên Đỉnh Mùa Đông                     | Quốc Khanh, Mai Thanh Sơn                                          | ASIA Noel, Noel, Noel - Giáng Sinh | 2010 |
| 10  | Chuyện Tình Mùa Thu (Anh Bằng)                                                 | Thùy Hương                                                         | Asia Golden 1                      | 2011 |
| 11  | Con Rồng Cháu Tiên                                                             | Y Phương                                                           | Asia Golden 2                      | 2011 |
| 12  | Thiên Thần Trong Bóng Tối (Trúc Hồ)                                            | Cardin Nguyễn, Thùy Hương, Nguyên Khang, Quốc Khanh, Mai Thanh Sơn | Asia Golden 2                      | 2011 |
| 13  | Tình Yêu Giáng Sinh (Hoàng Kim Anh)                                            | Thùy Hương                                                         | ASIA Noel Mùa Tình Yêu             | 2011 |
| 14  | Hoa Cỏ Mùa Xuân (Bảo Chấn)                                                     | Solo                                                               | ASIA Xuân Hy Vọng                  | 2012 |
| 15  | Jingle Bell                                                                    | Solo                                                               | ASIA Niềm Vui Mùa Giáng Sinh       | 2012 |
| 16  | LK Tình khúc Mùa Xuân (Ngô Thụy Miên), Đón Xuân (Phạm Đình Chương)             | Mai Thanh Sơn                                                      | ASIA Liên Khúc Mùa Xuân            | 2015 |
| 17  | LK Xuân Trong Rừng Thẳm (Trần Anh Mai), Đầu Xuân Lính Chúc (Tân An, Hoài Linh) | Mai Thanh Sơn, Quốc Khanh                                          | ASIA Liên Khúc Mùa Xuân            | 2015 |
| 18  | LK Thì Thầm Mùa Xuân (Ngọc Châu), Bên Em Mùa Xuân (Võ Hoài An)                 | Cát Lynh                                                           | ASIA Liên Khúc Mùa Xuân            | 2015 |
| 19  | Lắng Nghe Mùa Xuân Về (Dương Thụ)                                              | Solo                                                               | ASIA Mừng Xuân                     | 2016 |

### Đài truyền hình SBTN - Saigon Broadcasting Television Network
| STT | Tiết mục | Thể hiện với                                                                              | Chương trình                                                           | Năm  |
| --- | --- | ----------------------------------------------------------------------------------------- | ---------------------------------------------------------------------- | ---- |
| 1   | Bên Nhau Ngày Vui (Quốc Dũng) | Hoàng Thục Linh                                                                           | SBTN Một Thuở Học Trò                                                  | 2017 |
| 2   | Bài 20 (Trúc Sinh, lời Đặng Hiền) | Hoàng Thục Linh, Nguyên Khang, Mai Thanh Sơn, Hoàng Kim, Quốc Khanh, Thuỳ Hương, Nhật Lâm | SBTN Một Thuở Học Trò                                                  | 2017 |
| 3   | Last Christmas | Solo                                                                                      | SBTN Ấm Áp Mùa Giáng Sinh                                              | 2017 |
| 4   | Mùa Đông Yêu Thương (Huỳnh Lợi) | Mai Thanh Sơn, Nguyên Khang, Đăng Vinh                                                    | SBTN Ấm Áp Mùa Giáng Sinh                                              | 2017 |
| 5   | LK Noel | Nguyên Khang, Sỹ Đan, Hoàng Thục Linh, Đăng Vinh                                          | SBTN Ấm Áp Mùa Giáng Sinh                                              | 2017 |
| 6   | Mặt Trời Đen (Nguyễn Trung Cang) | Nguyên Khang                                                                              | Liveshow NK Đành thôi em nhé (Dream Tet Production & SBTN)             | 2017 |
| 7   | LK Tình nhạt phai (Nhạc ngoại, lời An Hoà) + Những lời dối gian (Nhạc ngoại, lời Tấn Triệu)                                                                                                | Quốc Khanh, Nguyên Khang, Mai Thanh Sơn                                                   | Liveshow NK Đành thôi em nhé (Dream Tet Production & SBTN)             | 2017 |
| 8   | Hãy cho tôi (Dino Phạm Hoàng Dũng) | Quốc Khanh, Nguyên Khang, Mai Thanh Sơn                                                   | Liveshow NK Đành thôi em nhé (Dream Tet Production & SBTN)             | 2017 |
| 9   | Tình Em Mùa Xuân (Trường Huy) | Solo                                                                                      | SBTN Em Là Mùa Xuân Đẹp Nhất                                           | 2018 |
| 10  | Tình Xuân (Lê Đức Long) | Quốc Khanh, Nguyên Khang, Mai Thanh Sơn                                                   | SBTN Em Là Mùa Xuân Đẹp Nhất                                           | 2018 |
| 11  | Chúc Xuân (Đinh Trung Chính) | Quốc Khanh, Nguyên Khang, Mai Thanh Sơn                                                   | SBTN Em Là Mùa Xuân Đẹp Nhất                                           | 2018 |
| 12  | LK Nhạc Trẻ Trước 1975 (Phiên Khúc Mùa Đông - Bước Tình Hồng - Yêu Đời Yêu Người - Thà Như Giọt Mưa - Thương Nhau Ngày Mưa - Huyền Thoại Một Người Con Gái - Vết Thù Trên Lưng Ngựa Hoang) | Sỹ Đan, Thế Sơn, Phương Thảo, Mai Thanh Sơn                                               | SBTN VOICE Đêm Chung Kết                                               | 2019 |
| 13  | Thiên Thần Tội Lỗi (Sỹ Đan) | Sỹ Đan                                                                                    | SBTN VOICE Đêm Chung Kết                                               | 2019 |
| 14  | Trả Lại Cho Dân (Duy Quốc Nam) | Quốc Khanh, Nguyên Khang, Mai Thanh Sơn                                                   | SBTN Những Đứa Con Vong Quốc                                           | 2019 |
| 15  | End of Winter (Trúc Hồ, lời Anh: Lý Bạch, lời Việt rap: Đoàn Phi) | Angel Gia Hân                                                                             | Xuân Hẹn Ước - Xuân Canh Tý 2020                                       | 2020 |
| 16  | Có Những Người Anh (Võ Đức Hảo) | Solo                                                                                      | SBTN Những Người Lính Bị Bỏ Rơi                                        | 2020 |
| 17  | Nếu Không Có Em (Trúc Hồ, Đặng Hiền) | Solo                                                                                      | SBTN Nhạc Thính Phòng in Norway "Những Tình Khúc Sau 1975" (quay 2015) | 2020 |
| 18  | Kỳ Diệu (Anh Bằng, thơ: Nguyên Sa) | Solo                                                                                      | SBTN Nhạc Thính Phòng in Norway "Những Tình Khúc Sau 1975" (quay 2015) | 2020 |
| 19  | I am Sorry My Love (Trúc Hồ) | Mai Thanh Sơn                                                                             | SBTN Nhạc Thính Phòng in Norway "Những Tình Khúc Sau 1975" (quay 2015) | 2020 |
| 20  | Thôi (Y Vân, thơ: Nguyễn Long) | Solo                                                                                      | SBTN Những Ngày Xưa Thân Ái                                            | 2021 |
| 21  | Tình Yêu Tình Người (Trúc Hồ) | Hợp ca                                                                                    | Tình Yêu Tình Người                                                    | 2021 |
| 22  | Mary's Boy Child (Jester Hairston) | Avy, Angel Gia Hân, Tú Anh, Mai Thanh Sơn, Nguyên Khang                                   | Đêm Thánh Vô Cùng                                                      | 2021 |
| 23  | Mùa Đông Yêu Thương (nhạc ngoại) | Solo                                                                                      | Đêm Thánh Vô Cùng                                                      | 2021 |
| 24  | Days And Nights Of Missing You (Trúc Hồ, Shayla) | Solo                                                                                      | Tình Ca Sau 1975                                                       | 2022 |
| 25  | Can't Take My Eyes Off You | Solo                                                                                      | Nail Queen 2022 - Bán Kết                                              | 2022 |
|     | Trái Tim Về Đâu (Trúc Hồ) | Solo                                                                                      | Nail Queen 2022 - Bán Kết                                              | 2022 |

### Trúc Sinh Entertainment
| STT | Ca khúc                       | Thể hiện với | Chương trình                           | Năm  |
| --- | ----------------------------- | ------------ | -------------------------------------- | ---- |
| 1   | Tình Yêu & Trái Đắng (Sỹ Đan) | Solo         | Trúc Sinh & Friends Season 1 Episode 3 | 2021 |